# Heinrich Albert (guitariste)
Pour les articles homonymes, voir Heinrich Albert et Albert.
Heinrich Albert (né le 16 juillet 1870 à Wurtzbourg, mort le 12 mars 1950 à Gauting) est un guitariste et compositeur classique allemand.

## Biographie
Il étudie à l'École supérieure de musique de Wurtzbourg (de) principalement le cor. En 1888, il a son premier emploi comme membre de l'orchestre du théâtre de Duisbourg. Sa carrière de corniste le mène ainsi dans les orchestres des théâtres de Würzburg, Ratisbonne, Saint-Gall, Göteborg, Bad Pyrmont et Interlaken.
En 1889, il signe ses premières compositions sous les pseudonymes d'Enrico Alberto ou Henry Albert. De 1895 à 1900, il est membre de l'Orchestre Kaim. En 1892, il se consacre à la guitare. Il apprend les anciennes techniques de jeu et les développe vers la modernité. En 1898, il fait des essais pour l'amélioration et l'élargissement de la tonalité de la guitare. Il invente une guitare-quinte basse qu'il utilise dans des quatuors. Dans la seconde moitié des années 1890, il fonde un club de mandolines.
Après 1900, il devient professeur de guitare et de mandoline à Munich. Il a notamment pour élèves Luise Walker en guitare et Karl Valentin en mandoline. En 1909, il intègre l'orchestre de chambre de Marie-Sophie de Bavière. Vers 1910, il fonde un quatuor de guitares, sur le modèle du quatuor à cordes.
En 1912, il fonde sa propre école de guitare. Peu avant la Première Guerre mondiale, il donne une série de concerts en tant que guitariste dans les grandes villes allemandes. En 1919, il publie Die Gitarre in der Haus- und Kammermusik vor 100 Jahren dans la maison d'édition de Julius Heinrich Zimmermann. Il s'agit d'une compilation de ses arrangements de compositeurs comme Leonhard von Call (de), Ferdinando Carulli, Anton Diabelli, Mauro Giuliani, Wenzel Matiegka (de), Francesco Molino.
Dans les années 1920, l'école espagnole de guitare est à la mode, Albert devient déprimé et amer. Sa renommée publique a disparu. Cependant il garde sa réputation d'interprète et de professeur en Allemagne. En 1924, il est éditeur pour Robert Lienau (de). Il donne des concerts jusqu'en 1943.